# Castellví de Rosanes (kommunhuvudort)
Castellví de Rosanes är en kommunhuvudort i Spanien.   Den ligger i provinsen Província de Barcelona och regionen Katalonien, i den östra delen av landet, 500 km öster om huvudstaden Madrid. Castellví de Rosanes ligger 184 meter över havet och antalet invånare är 1 321.
Terrängen runt Castellví de Rosanes är kuperad åt sydost, men åt nordväst är den platt. Runt Castellví de Rosanes är det tätbefolkat, med 276 invånare per kvadratkilometer. Närmaste större samhälle är L'Hospitalet de Llobregat, 19,4 km sydost om Castellví de Rosanes. 